# Gina Wenzel
Gina Wenzel (* 1986 in Düsseldorf) ist eine deutsche Drehbuchautorin und Filmregisseurin.

## Leben
Gina Wenzel, geboren in Düsseldorf, absolvierte nach ihrem Schulabschluss zunächst mehrere Praktika an verschiedenen Theaterhäusern in Deutschland und England, ehe sie 2012 ein Studium der Sozialpädagogik in den Niederlanden erfolgreich beendete. Später begann sie als freiberufliche Dokumentarfilmerin und spezialisierte sich auf soziale Themen. Bis 2016 folgte ein Studium an der Fachhochschule Dortmund im Studienfach „Film und Sound“.
2019 absolvierte sie ihr postgraduales Studium mit dem Schwerpunkt Drehbuch und Regie an der Kunsthochschule für Medien in Köln mit Auszeichnung. Ihre Kurzfilme wurden auf über 200 nationalen und internationalen Filmfestivals präsentiert und haben Filmpreise gewonnen. Zwei ihrer Filme erhielten das Filmprädikat „besonders wertvoll“.

## Filmografie (Auswahl)
- 2015: Lilly (Kurzfilm)
- 2016: Der Himmel ist überall blau (Kurzfilm)
- 2017: Y (Kurzfilm)
- 2018: Nenn mich nicht Bruder (Kurzfilm)
- 2019: Pandas don`t cry (Serienpilot)
- 2022: Four Tracks (Serienpilot)
- 2023: Eher fliegen hier UFOs (Fernsehfilm)

## Auszeichnungen
- 2014: 21. Rüsselsheimer Filmtage – 2. Platz für Coming Out[1]
- 2015: FBW Prädikat „besonders wertvoll“ für Lilly[2]
- 2018: Interfilm Festival – 2. Platz für Nenn mich nicht Bruder[3]
- 2019: FBW Prädikat „besonders wertvoll“ für Nenn mich nicht Bruder[4]
- 2024: Televisionale – Auszeichnung mit dem Sonderpreis für herausragende Regie[5]